# Ложкины (купцы)
Ложкины — купеческий род из города Дмитрова Московской области, известный с XVII века. До 1830-х годов фамилия звучала как «Лошкины».

## История

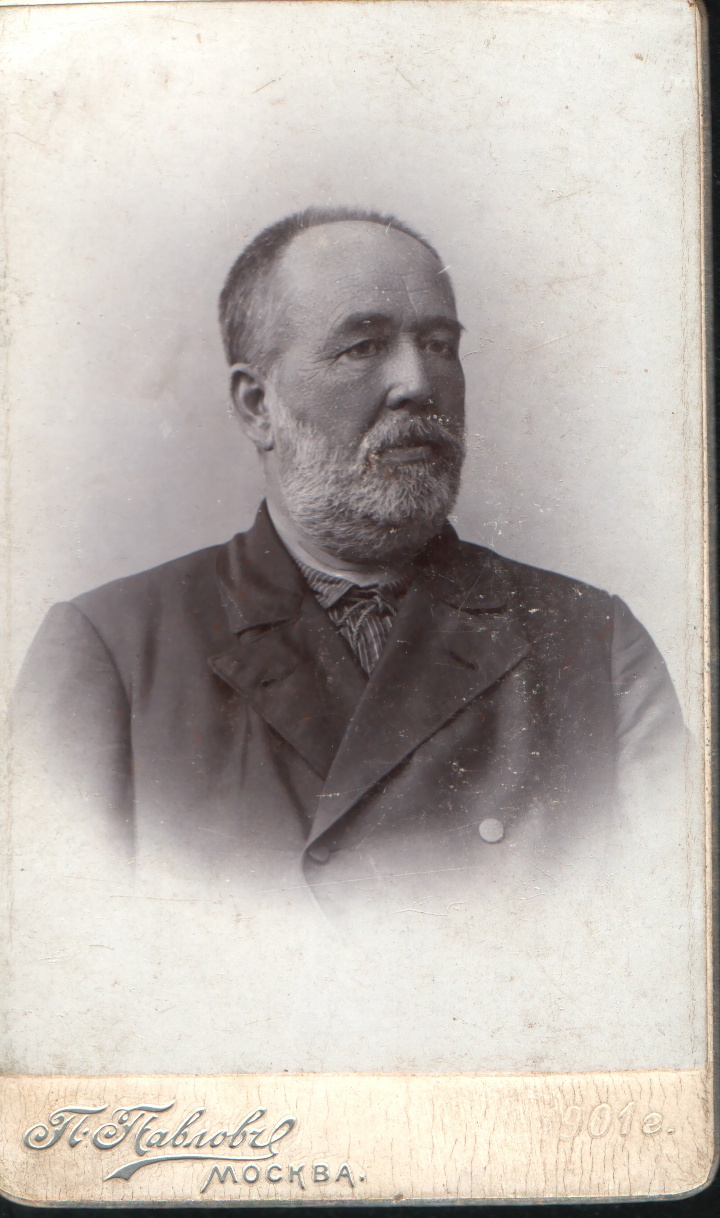
Никанор Егорович Ложкин

Пётр Сергеевич Лошкин родился в 1708 году. Известно, что у него было как минимум двое братьев: Семён Сергеевич Лошкин и Василий Сергеевич Лошкин, и сын Иван Петрович Лошкин. Семья относилась к первой купеческой гильдии — Лошкины считались самой богатой семьей купцов в городе. В 1750-х годах по своему богатству они превосходили Толчёновых. Основной доход Лошкины получали за поставки хлеба в Санкт-Петербург. Пётр Сергеевич Лошкин вступил в должность городского бургомистра в 1744 году и работал на этой должности до 1760 года. При нем город стал активно развиваться и по совокупному купеческому капиталу вышел на лидирующие позиции после Коломны, Серпухова и Вереи.
Известно про купеческую деятельность Фёдора Семёновича Ложкина (1771—1830) и Андрея Ивановича Ложкина (1772—1842).
В 1750-х годах купцы Ложкины жертвовали деньги на строительство каменной Благовещенской церкви, которая строилась на месте деревянной церкви Василия Великого. Церковь располагалась там, где сейчас находится пристань и была снесена в 1934 году во время строительства канала.

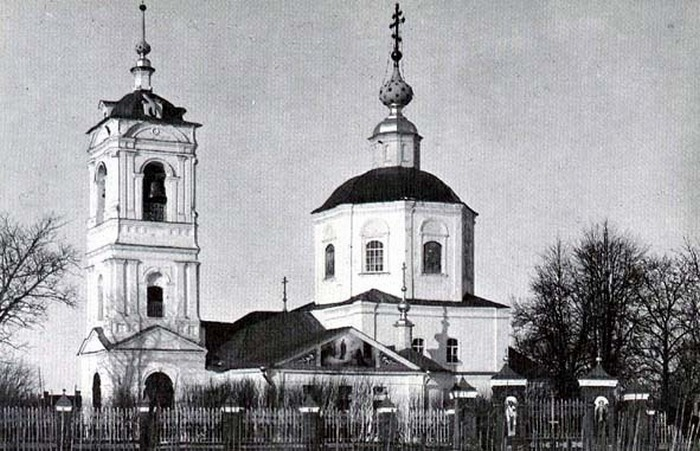
Васильевская церковь (Благовещенская церковь на Нетёке) в городе Дмитрове. Фото 1900 г. Уничтожена в 1930-х годах при прокладке канала имени Москвы.

В 1759 году Пётр Сергеевич был избран в шестой раз на трехлетний срок на должность городского бургомистра, но в начале весны 1761 года с ним случился удар. Когда он поправился, его вновь избрали на эту должность. Затем, он еще некоторое время служил окладчиком.
Умер Пётр Сергеевич Ложкин в 1788 году в возрасте 80 лет. Он был человеком жестким и авторитарным, и при этом энергичным, и смог работать на достаточно высоких должностях в весьма преклонном возрасте. О смерти Ложкина 4 февраля 1788 года писал в своих записях его современник, И. А. Толченов.
В 1790-х годах Ложкины владели суконной фабрикой и кожевенным заводом.

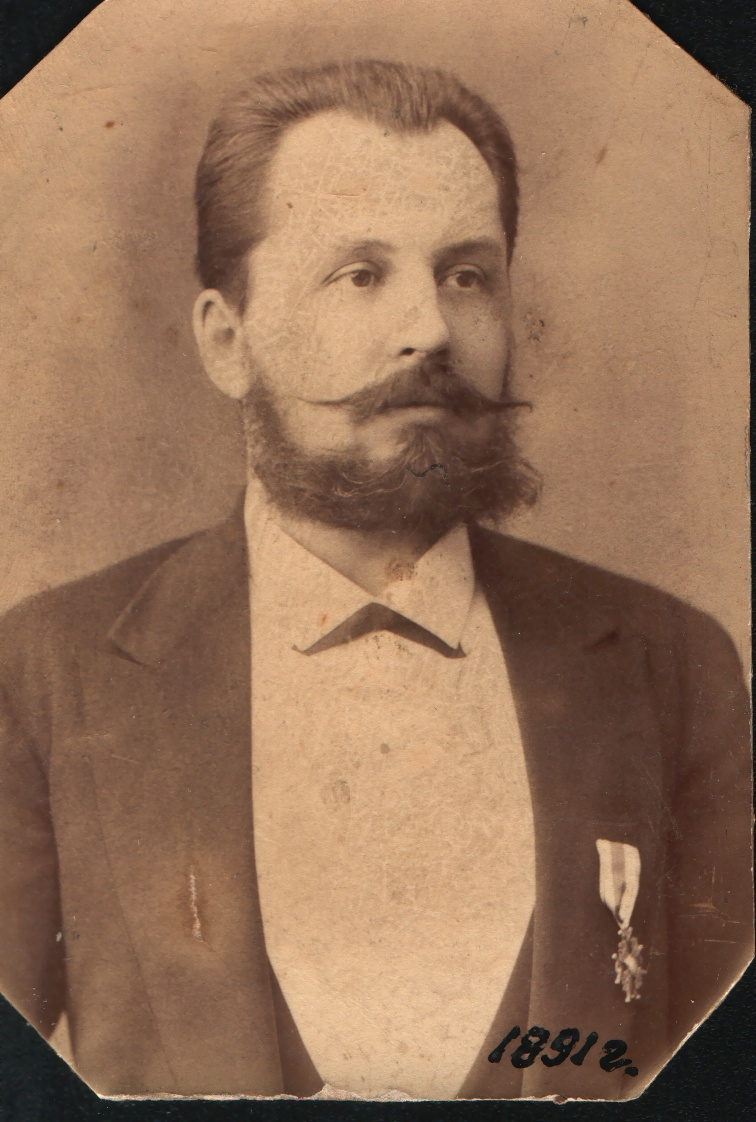
Николай Егорович Ложкин

Еще один известный купец из семьи Ложкиных, Григорий Иванович Ложкин, родился в 1760 году. Он проживал в большом деревянном доме, который располагался на улице Спасской — сейчас в этом месте расположен дом князя М. Гагарина. Фёдор Семенович Ложкин был сыном Семена Сергеевича Ложкина и племянником Петра Сергеевича Ложкина. Он родился в 1742 году. С 1775 года он избирался на должность бургомистра, с 1785 года на должность городского головы. Был удостоен звания «именитого гражданина» за «многолетнюю службу по выборам». Умер в 1804 году.
Василий Иванович Ложкин был единственным внуком Петра Сергеевича Ложкина. Он родился в 1763 году. В 1791 году им была основана в Дмитрове суконная фабрика. К 1900-м годам на фабрике работало 52 человека на 9 ткацких станах. Производила фабрика сукно для пошива шинелей и военных мундиров. Фабрика работала до 1812 года, затем вошла в состав фабрики И. А. Тугаринова. Остатки каменного здания фабрики сохранились до наших пор на улице Фабричной. Даже продав фабрику, В. И. Лошкин все равно оставался одним из самых богатых купцов Дмитрова.
Когда в 1830-х годах в экономической жизни Дмитрова начался спад, старинные купеческие семьи стали разоряться. После 1850-х годов купеческой деятельность занимался Фёдор Михайлович Ложкин. Он был гласным городской думы, избирался ратманом. У него в 1820 году родился сын Сергей. Сергей Фёдорович был купцом 2-й гильдии. В 1870-х годах в его собственности было несколько лавок, недвижимость в городе. Он же был собственником здания, которое сейчас известно в Дмитрове как «Дом Голицыных».